# 큰개자리 29
큰개자리 29는 큰개자리의 별이다. 거문고자리 베타형 변광성으로 분류되며 별 이름은 큰개자리 29가 지정되었다. 이 별의 밝기는 4.39일의 주기로 +4.84에서 +5.33까지 다양하다. Bode는 처음에 그것을 큰개자리 타우2로 분류했지만 Gould와 그 이후의 저자들은 이 명칭을 삭제했다.
시차 측정 결과 지구에서 약 3,000광년 떨어져 있는 것으로 나타났지만, 분광 유형과 밝기를 가진 별치고는 예상외로 가까운 거리이다. 더 정확한 Hipparcos parallax 데이터는 약 2,000광년에 더 가까운 결과를 제공하지만 Gaia Data Release 3는 약 3,800광년의 거리에 해당하는 0.85±0.13mas의 시차를 제공한다. 그것은 약 5,000 광년 떨어져 있고 예상 광도와 더 가깝게 일치하는 NGC 2362의 먼 구성원으로 생각된다. 서로 다른 거리 결과 간의 모순은 여전히 연구 대상이다.

## 물리적 특징
큰개자리 29의 분광형은 O9.7Ibe로 청색초거성에 속한다. 질량은 태양의 11-44배, 반지름은 태양의 12-20배, 광도는 태양의 170,000-450,000 배, 온도는 33,750 K에 이른다.